# Мукоко, Джестина
Джестина Мукоко (род. XX век, Зимбабве) — зимбабвийская правозащитница и директор Зимбабвийского мирного проекта (Zimbabwe Peace Project). Журналистка по образованию, Джестина ранее работала диктором новостей в Радиовещательной корпорации Зимбабве.
В марте 2010 года Мукоко вошла в число десяти правозащитниц, удостоенных Международной женской премии Государственного департамента США за отвагу в продвижении женских прав. Она также была избрана и на 2010 год работала научным сотрудником Института Оука по изучению международных прав человека в Колби-колледже.

## Похищение и задержание
Ночью 3 декабря 2008 года Мукоко была похищена из своего дома, расположенного к северу от Хараре. Думисани Мулейя из Business Day сообщила, что её «предположительно похитили государственные агенты за участие в планировании антиправительственных демонстраций».
Впоследствии Мукоко рассказала The Independent, что её увезли на допрос по поводу её неправительственной организации Peace Project, а затем обвинили в вербовке молодёжи для военной подготовки в оппозиционном «Движении за демократические перемены». Её били по подошвам ног резиновыми дубинками (предположительно излюбленным орудием пыток зимбабвийского режима, поскольку они не оставляют следов, которые можно было бы использовать в суде).
Через три дня её передали другой группе следователей, которые утверждали, что они представители «правопорядка». Ей угрожали «вымиранием» (англ. extinction), если она не станет свидетельствовать о предполагаемых случаях военной подготовки.
Видные мировые деятели, в том числе Гордон Браун и Кондолиза Райс, требовали её освобождения. Так называемая «Группа старейшин», в которую входили Джимми Картер, Кофи Аннан и Граса Машел, которым в то время было отказано во въезде в Зимбабве, выступила с призывом освободить Мукоко на пресс-конференции в Южной Африке.
Верховный суд Зимбабве обязал полицию Республики Зимбабве разыскать Мукоко. Приказ был проигнорирован, представители полиции отрицали, что им известно о её местонахождении.
Тем временем Мукоко заставляли часами стоять на коленях на гравии во время допроса, пытаясь заставить её подписать заявление о том, что она завербовала бывшего полицейского для предполагаемого заговора. Её состояние здоровья ухудшалось, и в конце концов ей дали лекарство от сильной аллергии. Её заставили зачитать показания на камеру и заставили признать связь с бывшим полицейским Фиделисом Мудиму. Она услышала, как кто-то сказал, что они находятся в казармах короля Георга VI недалеко от Хараре.
В конце концов ей сказали, что она и ещё один похищенный, её коллега Бродерик Такавера, находятся под стражей в полиции. Её перевозили между разными полицейскими участками и заставили сопровождать полицию при обыске её дома и офиса.
24 декабря государственная газета Геральд сообщила, что Мукоко предстала в Хараре перед судом по обвинению в попытке вербовки людей для военной подготовки с целью свержения правительства. У неё не было возможности проконсультироваться с юристами. Она предстала перед судом вместе с семью другими похищенными, в том числе 72-летним мужчиной и двухлетним мальчиком, чьи отец и мать, Вайолет Мапфуранхехве и Коллен Мутемагаво, также находились под стражей.
В марте 2009 года, через три месяца после похищения, Мукоко была освобождена под залог. Условия её освобождения требовали от неё еженедельно являться в местный полицейский участок в Нортоне и сдать паспорт.
21 сентября 2009 года Верховный суд Зимбабве постановил навсегда приостановить уголовное дело против Мукоко. Amnesty International приветствовала это решение, отметив, что многие считают, что обвинения были сфабрикованы правительством Мугабе в рамках более широкой стратегии по принуждению предполагаемых политических оппонентов к молчанию.